# Mramorovo pri Lužarjih
Mramorovo pri Lužarjih is een plaats in Slovenië en maakt deel uit van de gemeente Bloke in de NUTS-3-regio Notranjskokraška.